# Retikulocit
Retikulocít je nezrel eritrocit, ki se pri supravitalnem barvanju (barvanje še živih celic zunaj organizma) obarva z briljantnim krezilnim modrilom. Obarva se pravzaprav ribosomska RNA, ki daje retikularen (mrežast) videz, po čemer so celice dobile ime.
Retikulociti predstavljajo v krvi okoli 1 % rdečih krvničk. Razvijajo se in dozorevajo v rdečem krvnem mozgu, nato krožijo približno en dan v krvnem obtoku ter naposled dozorijo v zrelo rdečo krvničko. Kot zrela rdeča krvnička tudi retikulocit nima jedra.

## Nenormalne vrednosti
Povišano število retikulocitov se lahko pojavi pri pospešeni tvorbi rdečih krvničk zaradi kroničnega ali hudega propadanja le-teh, na primer pri hemolitični anemiji. Nenormalno znižano število retikulocitov se lahko pojavi pri kemoterapiji, aplastični anemiji, perniciozni anemiji, rakavih obolenjih kostnega mozga, motnjah proizvodnje eritropoetina, pomanjkanju različnih vitaminov ali rudnin (npr. vitamina B9, B12, železa ...), slabokrvnosti zaradi kroničnih bolezni ter drugih vrstah slabokrvnosti, ki so posledica zavrte proizvodnje rdečih krvničk.